# عروس سنگ البرزی
عروس سنگ البرزی، عروس سنگ دماوندی (نام علمی: Dionysia aretioides) نام یک گونه از سرده عروس سنگ است. این سرده در ایران در حدود ۲۷ گونه دارد که در بیشتر انحصاری ایران هستند و در مناطق بیابانی صخره ای و شکاف سنگ‌ها می‌رویند.